# ریانه ایزلر
ریانه ایزلر (انگلیسی: Riane Eisler؛ زادهٔ ۱۹۳۷) یک دانشمند اهل ایالات متحده آمریکا است. تحقیق او در بسیاری از زمینه‌ها، از جمله تاریخ، ادبیات، فلسفه، هنر، اقتصاد، روانشناسی، جامعه‌شناسی، آموزش و پرورش، توسعه سازمانی، علوم سیاسی و مراقبت‌های بهداشتی، تحت تأثیر قرار گرفته‌است. ایزلر در وین متولد شد، در زمان نازی‌ها با پدر و مادرش به کوبا فرار کرد و بعدها به ایالات متحده آمریکا مهاجرت کرد.